# 尼西阿斯和约
尼西阿斯和约（Peace of Nicias）公元前421年伯罗奔尼撒战争的双方缔结的五十年休战条约，由于雅典参加和谈的代表是尼西阿斯而得名。
雅典及斯巴达交戰十年之后，雙方均有商谈和议的想法，而后者希望和平的心思更为迫切。斯巴达本想通过摧毁雅典的土地这个办法把对手的力量完全消灭，可他们逐渐认识到战争并没有像他们所期望的那样发展。而在安菲玻里一役中，雅典主战将领克里昂战死；斯巴达主战派领袖伯拉西达在作战中受伤，双方主战将领的傷亡使和约的签订成为可能。透過雅典和斯巴达两个有力政治家的努力，直接促成了和约的实现，一个是波希战争期间希腊联盟统帅波桑尼阿斯的儿子普雷斯托安那克斯，他是当时斯巴达的国王；另外一个就是尼西阿斯。
尼西阿斯和约的宗旨是保持双方的均衡，主要内容有：
- 同盟的双方互相交换在战争中俘虏的人们并且交回侵占对方的土地。
- 发生争执时，应依照双方所同意的办法，采取宣誓或法律手续解决之。
- 各城邦应当是独立自主的，有关人民和土地的问题都应按照当地的风俗习惯处理。

然而，双方都没有完全实现这个和约的内容，斯巴达並未放弃它在色雷斯占领的据点，继续驻军在安菲坡里斯，而且斯巴达人根本不想将它还给雅典，而雅典也不愿放弃它在伯罗奔尼撒的据点皮洛斯。因此很快的，雅典及斯巴达雙方又开始表示不满。
尼西阿斯和约签订一年后，雅典主战派首领阿尔西比亚德斯時任軍事指揮官，他提出了远征西西里、意大利和迦太基的冒险计划，于是战事再起，和约被撕毁。在相互的斗争中，希腊城邦普遍衰落，最终被希腊城邦北部的马其顿所征服。